# Amphoe Phato
Amphoe Phato (thailändisch อำเภอ พะโต๊ะ, Aussprache: [pʰáʔtòʔ]) ist ein Landkreis (Amphoe – Verwaltungs-Distrikt) im Süden der Provinz Chumphon. Die Provinz Chumphon liegt in der Südregion von Thailand.

## Geographie
Amphoe Phato wird von folgenden Amphoe begrenzt (vom Osten im Uhrzeigersinn aus gesehen):  Amphoe Lang Suan und Amphoe Lamae der Provinz Chumphon, die Amphoe Tha Chana und Chaiya der Provinz Surat Thani sowie Amphoe Kapoe, Amphoe Mueang Ranong und Amphoe La-un der Provinz Ranong.
Im Südwesten des Landkreises liegt das Wildreservat Kuan Mae Yai Mon. Eine der Hauptattraktionen ist hier der Heo-Lom-Wasserfall. Das Terrain ist hauptsächlich bergig mit einigen kleinen Flüssen, die gerne zum Rafting benutzt werden.

## Geschichte
Ursprünglich war Phato ein Bezirk unter der Verwaltung der Stadt  (Mueang) Lang Suan, wurde aber im Jahr 1932 zu einem Distrikt der Provinz Chumphon. Im Jahr 1938 wurde Phato erneut zu einem Kleinbezirk (King Amphoe) abgewertet. 
Am 19. Juni 1991 bekam Phato den vollen Amphoe-Status.

## Symbole
Der Wahlspruch des Landkreises lautet: Grüne Hügel, Rafting, wunderschöne Wasserfälle, berühmt für seine Früchte. (Thai: ภูเขาเขียว เที่ยวล่องแพ แลหมอกปก น้ำตกงาม ลือนามผลไม้)

## Verwaltung

### Provinzverwaltung
Amphoe Lamae besteht aus vier Unterbezirken (Tambon), die weiter in 43 Dörfer (Muban) gegliedert sind. 
| \| Nr. \| Name \| Thai \| Muban \| Einw.[3] \| \| --- \| -------- \| ------ \| ----- \| -------- \| \| 1. \| Phato \| พะโต๊ะ \| 19 \| 8.789 \| \| 2. \| Pak Song \| ปากทรง \| 8 \| 4.909 \| \| 3. \| Pang Wan \| ปังหวาน \| 7 \| 5.199 \| \| 4. \| Phra Rak \| พระรักษ์ \| 9 \| 4.517 \| |          |        |       |       |
| Nr. | Name     | Thai   | Muban | Einw. |
| 1. | Phato    | พะโต๊ะ  | 19    | 8.789 |
| 2. | Pak Song | ปากทรง | 8     | 4.909 |
| 3. | Pang Wan | ปังหวาน | 7     | 5.199 |
| 4. | Phra Rak | พระรักษ์ | 9     | 4.517 |

### Lokalverwaltung
Es gibt eine Kleinstadt (Thesaban Tambon) im Landkreis:
- Phato (เทศบาลตำบลพะโต๊ะ) besteht aus Teilen des Tambon Phato,

Außerdem gibt es vier „Tambon-Verwaltungsorganisationen“ (TAO, องค์การบริหารส่วนตำบล) für die Tambon oder die Teile von Tambon im Landkreis, die zu keiner Stadt gehören.